# أندرياس ماير (لاعب كرة قدم ألماني)
أندرياس ماير (بالألمانية: Andreas Mayer)‏ (13 سبتمبر 1972 في ألمانيا - ) هو لاعب كرة قدم ألماني في مركز الوسط. لعب مع بايرن ميونخ الثاني وبايرن ميونخ ونادي أبردين ونادي روسنبورغ ونادي سانت باولي ونادي ستابك وSV Wilhelmshaven ‏ ونادي هسن كاسل ونادي مبن ‏ وVfB Oldenburg ‏.

## وصلات خارجية
- أندرياس ماير (لاعب كرة قدم ألماني) على موقع قاعدة بيانات كرة القدم.إي يو (الإنجليزية)
- أندرياس ماير (لاعب كرة قدم ألماني) على موقع بيانات كرة القدم. دي إي (الألمانية)
- أندرياس ماير (لاعب كرة قدم ألماني) على موقع Soccerbase.com (لاعب) (الإنجليزية)